# Hundimiento del Chian-der 3

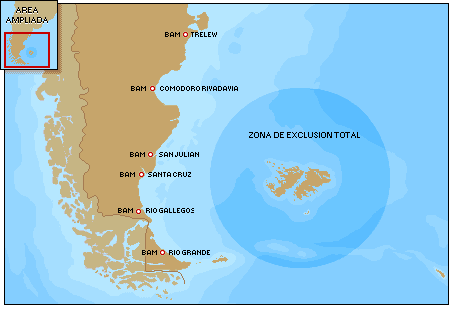
Mapa de la zona de exclusión total hacia 1982.

El hundimiento del Chian-der 3 fue un incidente ocurrido el 28 de mayo de 1986, cuando el arrastrero de bandera taiwanesa Chian-der 3, fue detectado, luego recibió un disparo, se incendió y finalmente fue hundido por el buque patrulla clase Mantilla PNA Prefecto Derbes de la Prefectura Naval Argentina, en un lugar del mar Argentino ubicado a unas 24 millas náuticas (44 km) fuera de la zona de exclusión total reclamada por el Reino Unido, que cubre un radio de 200 millas náuticas desde las islas Malvinas, en disputa Argentina. Este conflicto provoca que existan buques pesqueros de forma ilegal en la zona económica exclusiva disputada. Dos pescadores taiwaneses murieron, mientras que otros cuatro resultaron heridos.

## Sucesos
Según un comunicado argentino, el pesquero Chi-Fu 6 fue detectado pescando ilegalmente en aguas argentinas a las 11:45, pero se refugió en la zona británica. A las 18:25, el Chian-der 3 fue visto en la zona argentina de las 200 millas náuticas. Pese a las peticiones para detener los disparos de advertencia, estos continuaron y el arrastrero se escapó, siendo perseguido. A las 21:05, el comandante argentino vio que el pesquero se detuvo y emitía humo de la sala de máquinas, y ordenó el rescate de su tripulación.

## Reacciones
- Taiwán — El sindicato de pescadores de Taiwán calificó al incidente como «un acto de barbarie».
- Reino Unido — El gobierno británico condenó el accionar argentino como «injustificable y excesivo».[1]